# PZL P.7
PZL P.7 là một loại máy bay tiêm kích của Ba Lan, được thiết kế vào đầu thập niên 1930 tại nhà máy PZL ở Warsaw. Đây là một trong những máy bay tiêm kích một tầng cánh hoàn toàn bằng kim loại đầu tiên trên thế giới, trong giai đoạn 1933-1935, nó là máy bay tiêm kích chủ lực của Không quân Ba Lan.

## Biến thể
P.7/I
Mẫu thử đầu tiên.
P.7/II
Mẫu thử thứ hai.
P.7a
Phiên bản chế tạo.

## Quốc gia sử dụng
Germany
- Luftwaffe

 Ba Lan
- Không quân Ba Lan

 Romania
- Không quân Hoàng gia Romania

 Liên Xô
- Không quân Liên Xô[1]

## Tính năng kỹ chiến thuật (PZL P.7)

### Đặc điểm riêng
- Tổ lái: 1
- Chiều dài: 6,98 m (22 ft 11 in)
- Sải cánh: 10,57 m (34 ft 8 in)
- Chiều cao: 2,69 m (8 ft 10 in)
- Diện tích cánh: 17,9 m² (193 ft2)
- Trọng lượng rỗng: 1.090 kg (2.400 lb)
- Trọng lượng có tải: 1.476 kg (3.254 lb)
- Động cơ: 1 × Bristol Jupiter VIIF, 520 hp (388 kW)

### Hiệu suất bay
- Vận tốc cực đại: 327 km/h (203 mph)
- Vận tốc hành trình: 285 km/h
- Tầm bay: 600 km (370 mi)
- Trần bay: 8.500 m (27.900 ft)
- Vận tốc lên cao: 62,4 m/phút (10,4 m/s) (2047,2 ft/phút)
- Lực nâng của cánh: 82,5 kg/m²

### Vũ khí
- 2 khẩu súng máy 7,9 mm Vickers E